# Sakara
Sakara (arabsko سقارة‎‎ [sɑʔˈʔɑːɾɑ]) je obširno starodavno pokopališče (nekropola) staroegipčanske prestolnice Memfis. V Sakari je veliko piramid, med njimi slavna Džoserjeva stopničasta piramida, in mastab (arabska beseda, ki pomeni klóp).  Nekropola leži približno 30 km južno od sodobnega Kaira in meri približno 7 x 1,5 km.
Džoserjeva stopničasta piramida, zgrajena v času Tretje dinastije, je najstarejša povsem kamnita gradba na svetu. V Sakari je piramide zgradilo še šestnajst drugih egipčanskih kraljev. Piramide so različno ohranjene. V nekropoli so v celem faraonskem obdobju  svoje grobnice in spomenike gradili tudi visoki državni uradniki. Sakara je ostala pomemben kompleks za nekraljevske pokope in kultne ceremonijale več kot 3000 let, se pravi daleč v ptolomejsko in rimsko obdobje.
Severno od Sakare je Abusir, južno pa Dahšur. Področje  od Gize do Dahšurja, ki je bilo v različnih obdobjih pokopališče meščanov Memfisa, je bilo leta 1979 vpisano na Unescov seznam svetovne dediščine.
Nekateri znanstveniki so prepričani, da ime Sakara ne izhaja iz imena egipčanskega boga pokopov Sekerja, ampak iz imena imena lokalnega berberskega plemena Beni Saqqar.

## Zgodovina

### Zgodnje dinastično obdobje
Najstarejši pokopi aristokratov so se začeli v času Prve dinastije na severni strani sakarskega platoja. Kralje so v tem času pokopavali v Abidosu. Prvi kraljevi pokop v podzemnih galerijah v Sakari je bil v času Druge dinastije. Zadnji kralj iz Druge dinastije, Kasekemui, je bil še pokopan v Abidosu, vendar je v Sakari že zgradil svoj spomenik, sestavljen iz velikega pravokotnega obzidanega prostora, znanega kot Gisr el-Mudir.  Njegov spomenik je morda navdihnil gradnjo mogočnega obzidja okoli kompleksa Stopničaste piramide. Džoserjev grobni kompleks, ki je delo kraljevega arhitekta Imhotepa, vsebuje veliko lažnih zgradb in sekundarno mastabo, tako imenovano južno grobnico.

#### Spomeniki iz zgodnjega dinastičnega obdobja
- grobnica kralja  Hotepsekemvija
- grobnica kralja Ninečerja
- pokopana piramida, pogrebni kompleks kralja Sekemketa
- Gisr el-Mudir, pogrebni kompleks kralja  Kasekemuia
- Stopničasta piramida, pogrebni kompleks kralja Džoserja

### Staro kraljestvo
Skoraj vsi kralji iz Četrte dinastije so za gradnjo svojih piramid izbrali druga mesta. V drugi polovici Starega kraljestva, se pravi v času Pete in Šeste dinastije, je mesto pokopov ponovno postala Sakara. Piramide Pete in Šeste dinastije niso zgrajene iz masivnega kamna, njihovo jedro pa je iz kršja. Piramide so temu primerno slabše ohranjene kot svetovno znane piramide v Gizi, ki so jih zgradili kralji iz Četrte dinastije. Unas, zadnji vladar iz Pete dinastije, je bil prvi kralj, ki je pogrebne sobe v svoji piramidi okrasil s piramidnimi besedili.  V Starem kraljestvu je bilo v navadi, da so dvorjane pokopavali v mastabah v bližini piramide njihovega vladarja. V okolici Unasovega in Pepijevega piramidnega kompleksa je zato nastala množica zasebnih grobnic. 

#### Spomeniki iz Starega krajestva
- Mastabet el-Fara'un, grobnica kralja Šepseskafa (Četrta dinastija)
- piramidni kompleks kralja Userkafa (Peta dinastija)
- Haram el-Shawaf, piramidni kompleks kralja  Džedkareja
- piramida kralja Menkauhorja
- Tijeva mastaba
- mastaba dveh bratov (Knumhotep in Nianhnuma)
- piramidni kompleks kralja Unasa
- Ptahotepova mastaba
- piramidni kompleks kralja Tetija (Šesta dinastija)
- Mererukova mastaba
- Kagemnijeva mastaba
- Ahethetepova mastaba
- piramidni kompleks kralja Pepija I.
- piramidni kompleks kralja Menenreja
- piramidni kompleks kralja Pepija II.
- Pernebova grobnica, zdaj v Metropolitan Museum of Art, New York

#### Spomenik iz prvega vmesnega obdobja
- Piramida kralja Ibija (Osma dinastija)

### Srednje kraljestvo
Od Srednjega kraljestva dalje Memfis ni bil več prestolnica Egipta. Kralji so se zato pokopavali na različnih mestih. V Sakari je iz tega obdobja samo nekaj zasebnih spomenikov. 

#### Spomenika iz drugega vmesnega obdobja
- piramida kralja Hendžerja (Trinajsta dinastija)
- piramida neznanega kralja

### Novo kraljestvo
V Novem kraljestvu je bil Memfis pomembno upravno in vojaško središče, po amarnskem obdobju znova prestolnica Egipta. Od Osemnajste dinastije dalje so v Sakari gradili svoje grobnice številni visoki državni uradniki. Veliko grobnico je še v času, ko je bil general, zgradil Horemheb, čeprav je bil pokopan v Dolini kraljev v Tebah. Druge pomembne grobnice so imeli vezirja Aperel in Neferenpet, umetnik Tutmoz in Tutankamonova dojilja Maija.
Številni spomeniki iz zgodnejših obdobij so takrat še stali, venda so bolj ali manj razpadli.  Princ Hemveset, sin faraona Ramzesa II., se je lotil obnove spomenikov v Sakari. Med drugim je obnovil Unasovo piramido in nanjo dodal svoj napis v spomin na obnovo, in  povečal Serapeum, kjer so pokopavali mumificirane svete bike Apise. Sam je bil kasneje pokopan v katakombah. Francoski egiptolog Auguste Mariette je leta 1851 v Hemvesetovi grobnici odkril edino nepoškodovano Apisovo mumijo v Serapeumu.

#### Spomeniki iz Novega kraljestva
Iz obdobja Novega kraljestva je več skupin grobnic visokih uradnikov, med njimi Horemhebova,  Majeva in Meritova. Reliefi in kipi iz zadnjih dveh grobnic so razstavljeni Nacionalnem muzeju antikvitet v Leidenu in Britanskem muzeju v Londonu.

### Obdobja po Novem kraljestvu
V obdobjih po Novem kraljestvu, ko je bila prestolnica Egipta v več mestih v Nilovi delti, je Sakara ostala pokopališče aristokratov. Razen tega je postala pomemben cilj romarjev v različna kultna središča.  V Serapeumu so se v steno vklesale obširne podzemne galerije, v katerih se je pokopalo veliko mumificiranih ibisov, pavijanov, mačk, psov in sokolov.

#### Spomeniki iz poznega, grško-rimskega in kasnejših obdobij
- več grobnic uradnikov iz Poznega obdobja
- Serpeum, večji del zgrajen v ptolomejskem obdobju
- tako imenovan »krog filozofov«, spomenik pomembnim grškim mislecem in pesnikom, s kipi Hezioda, Homerja, Pindarja, Platona in drugih
- več koptskih samostanov iz bizantinskega in zgodnjega islamskega obdobja, med nimi samostan Apa Jeremiasa

## Ropanje najdišča med protesti leta 2011
Med protesti leta 2011 so v Sakari, Abusirju  in Dahšurju naredili veliko škode plenilci, ki so vdirali v skladišča artefaktov. Spomeniki so ostali večinoma nepoškodovani.

## Nedavna odkritja
Med rutinskimi izkopavanji v katakombah psov v sakarski nekropoli, ki jih je vodil Salima Ikram, so leta 2011 odkrili skoraj osem milijonov mumificiranih živali, večinoma psov. Domneva se, da so jih tam odložili njihovi lastniki kot priprošnjo svojim bogovom.